# Татідзакі Фуюко
Фуюко Татідзакі (Судзукі) (яп. 立崎 芙由子; 13 січня 1989, Кіта-Акіта, префектура Акіта) — японська біатлоністка. Учасниця Олімпійських ігор 2010, 2014 та 2018 років.